# Khārdān
Khārdān (persiska: خاردان, خاردون) är en ort i Iran.   Den ligger i provinsen Kerman, i den sydöstra delen av landet, 900 km sydost om huvudstaden Teheran. Khārdān ligger 2 661 meter över havet och antalet invånare är 119.
Terrängen runt Khārdān är huvudsakligen kuperad, men norrut är den bergig. Runt Khārdān är det glesbefolkat, med 17 invånare per kvadratkilometer. Närmaste större samhälle är Darb-e Behesht, 11,6 km öster om Khārdān. Trakten runt Khārdān är ofruktbar med lite eller ingen växtlighet.